# St. Bonifatius (Kassel)

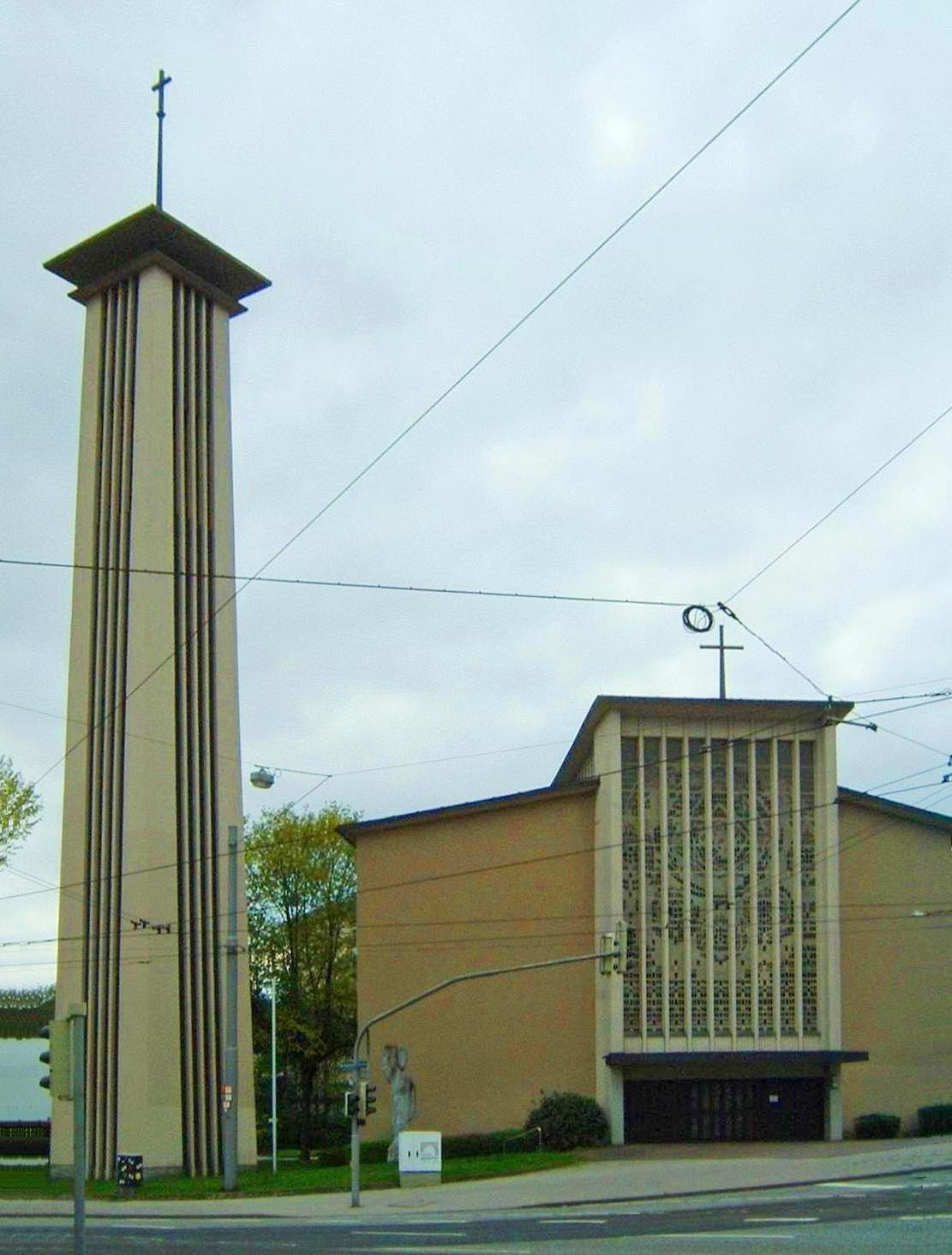
St.-Bonifatius-Kirche

St. Bonifatius ist die römisch-katholische Kirche im Stadtteil Wesertor der Stadt Kassel in Hessen. Das Gotteshaus ist die Pfarrkirche der Pfarrei St. Elisabeth im Dekanat Kassel-Hofgeismar des Bistums Fulda.

## Geschichte
Nachdem im Zweiten Weltkrieg große Teile des Wesertors, darunter auch die katholische Kirche, zerstört worden waren, wurde 1948 in der Kellermannstraße eine Notkirche eingerichtet.
Von 1956 bis 1957 wurde die heutige St.-Bonifatius-Kirche erbaut. Die Kirchweihe erfolgte am 27. Oktober 1957. Die Kirche wurde unter das Patrozinium des heiligen Bonifatius gestellt, des „Apostels der Deutschen“, der 717 von Papst Gregor II. den Auftrag erhielt, allen germanischen Völkern das Evangelium zu verkünden. Er reiste zunächst durch Friesland und Thüringen und begann ab 721 seine Mission auch in Hessen.
Nach dem Zweiten Vatikanischen Konzil erfolgte von 1968 bis 1970 eine Umgestaltung des Altarraumes. 1970 bekam die Kirche einen neuen Ambo, einen neuen Altar sowie einen neuen Taufstein. 1972 folgte der Ersatz der ursprünglichen, pastellfarbenden Fenster durch Buntglasfenster. 1980/81 wurde der Kirchturm saniert, dabei wurden die Schallöffnungen aus akustischen Gründen durch Eternitplatten verschlossen.
Die Pfarrgemeinde St. Bonifatius ist flächenmäßig sowie von der Mitgliederzahl her eine der beiden großen katholischen Kirchengemeinden in der nordhessischen Großstadt Kassel, in der die Katholiken in der Diaspora leben. Sie gehört dem Pastoralverbund „Kassel Mitte“ an, zu dem auch die Kirchengemeinden St. Elisabeth, St. Familia, St. Joseph und St. Laurentius gehören.
Am 1. Januar 2016 wurden die Pfarreien St. Bonifatius, St. Elisabeth, St. Joseph und St. Laurentius zur heutigen Pfarrei St. Elisabeth zusammengeschlossen. Außer der St.-Bonifatius-Kirche, an der sich das zentrale Pfarrbüro und der Sitz des Pfarrers befinden, gehören zur Pfarrei auch die St.-Elisabeth-Kirche, die St.-Josephs-Kirche, die St.-Laurentius-Kirche und die St.-Michaels-Kapelle. Zum Einzugsgebiet der Pfarrei St. Elisabeth gehören auch das Marienkrankenhaus Kassel und das neben der St.-Bonifatius-Kirche gelegene Seniorenhaus St. Bonifatius, beide Einrichtungen verfügen über eigene Hauskapellen.

## Architektur und Ausstattung

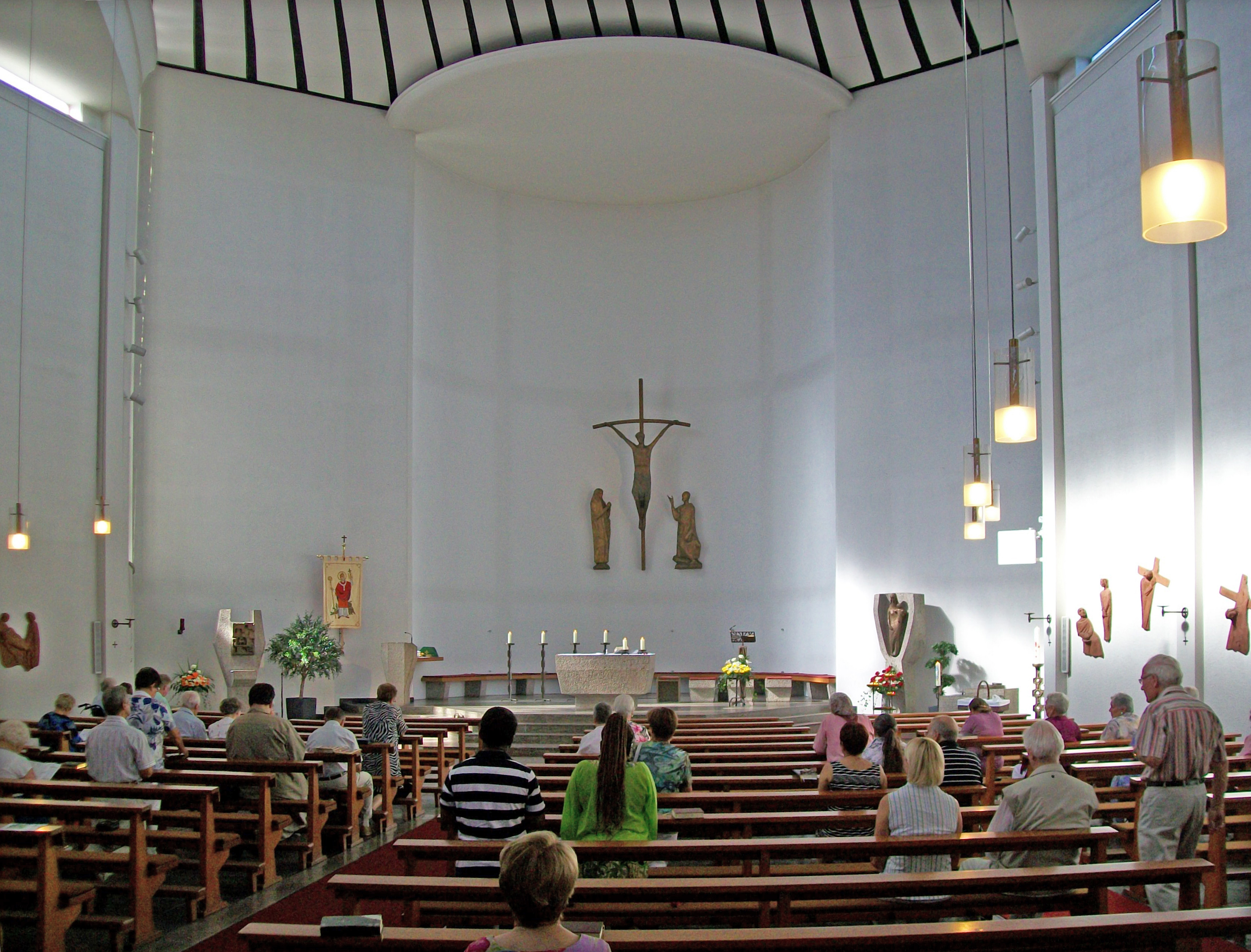
Inneres

Das Kirchengebäude steht auf dem Grundstück Ihringshäuser Straße 3, an der Ecke zum Mittelring. Die Kirche wurde nach den Plänen des Kasseler Architekten Josef Bieling (1919–1981) erbaut.
Die stützenlose Saalkirche besteht aus zwei gegenläufig ineinander verschachtelten Trapezen. Der 33 Meter hohe kreuzbekrönte Kirchturm steht frei.
Die Buntglasfenster über dem Haupteingang und die Fenster im Altarraum entwarf Agnes Mann. Eine Kreuzigungsgruppe ist an der Rückwand des Altarraumes angebracht. Links und rechts vom Altarraum sind der Tabernakel und eine Marienstatue, vor der Opferkerzen aufgestellt werden können, angeordnet. Die Kreuzwegstationen hängen an den Seitenwänden.